# Blossia sabulosa
Blossia sabulosa är en spindeldjursart som först beskrevs av Lawrence 1972.  Blossia sabulosa ingår i släktet Blossia och familjen Daesiidae. Inga underarter finns listade.